# Eugenio Pena
Eugenio Pena Leira (Puentedeume, 1928 - 14 de marzo de 2008), periodista y director de realización de televisión, Técnico superior de RRPP e imagen.

## Trayectoria
Inició su carrera profesional en la década de 1950 en Radio Nacional de España, para pasar, en 1961 a la entonces incipiente Televisión española. Ha sido en este medio en el que ha desarrollado la mayor parte de su trayectoria. Durante la década de 1960 y principios de 1970, estuvo al frente de algunos de los espacios de mayor seguimiento de la cadena pública, como Ayer noticia, hoy dinero (1961), presentado por Mario Beut, Canciones para su recuerdo (1962-1963), con Jorge Arandes, Ésta es su vida (1963), con Federico Gallo, Reina por un día (1964), con José Luis Barcelona, Aquí el segundo programa (1964), con Joaquín Soler Serrano, Del hilo al ovillo (1965), con Enrique Rubio,  Canciones de la mar (1967), con Paca Gabaldón, La solución... mañana (1970), con Alfredo Amestoy, Un pueblo para Europa (1970), con Pedro Macía, Juego de letras (1972), primer realizador del concurso "Un, dos, tres...responda otra vez" presentado por Kiko Ledgard (1972) o Las siete y media musical (1973), con Luis del Olmo. 
En 1970 pasó a ocupar la dirección de la productora Laser Films. Seis años más tarde la dirección del centro territorial de TVE en Galicia.
Tras un tiempo alejado de la televisión en 1989 regresó a TVE con el espacio de jóvenes talentos Nueva gente.
Fue profesor de la Universidad Central de Barcelona.

## Premios
- Antena de Oro de Televisión, 1967.
- Premio Ondas 1968.
- Premio Nacional de Televisión
- Premio Quijote de Oro de la crítica de Tv
- Premio Talento 2006 concedido por la Academia de las Ciencias y las Artes de Televisión en reconocimiento a su trayectoria profesional.